# Chuña (Córdova)
Chuña é uma comuna da província de Córdoba, na Argentina.